# Galina (inslagkrater)
Galina is een inslagkrater op de planeet Venus. Galina werd in 1985 genoemd naar Galina, een Bulgaarse meisjesnaam.
De krater heeft een diameter van 16,8 kilometer en bevindt zich in het quadrangle Lachesis Tessera (V-18) in de laagvlakte Sedna Planitia.